# Pycnotomina cavicolle
Pycnotomina cavicolle es una especie de coleóptero de la familia Monotomidae. Es la única especie del género Pycnotomina.

## Distribución geográfica
Habita en Pennsylvania (Estados Unidos).